# Decydujące starcie
Decydujące starcie – album muzyczny wydany w 2001 roku przez punkrockowy zespół Dezerter.

## Lista utworów
1. "Wschodni front" – 3:12
2. "Nikt nie mówił, że będzie lekko" – 3:05
3. "Koszmar" – 4:53
4. "Okruchy dla biednych" – 4:18
5. "W czasie i przestrzeni" – 3:47
6. "Pojeby" – 1:50
7. "Umieraj powoli" – 3:56
8. "Radykalna impreza taneczna" – 2:16
9. "Herezja" – 3:50
10. "Jesteś potrzebny" – 4:19
11. "Dzień upiornych duchów" – 3:19
12. "Kapitalizm–kanibalizm" – 3:35
13. "Anarchista" – 5:00

## Skład
- Robert Matera – śpiew, gitara, gitara basowa
- Krzysztof Grabowski – perkusja

## Pozycje na listach
| Lista | Kraj   | Pozycja |
| ----- | ------ | ------- |
| OLiS  | Polska | 20      |